# Parovi (reality show)
Parovi je srbijanski reality show koji se emitirao od 24. prosinca 2010. do 11. srpnja 2021. na kanalu Happy. Show je stvorio Predrag Ranković.
Show prati brojne natjecatelje, poznate kao Parovi, koji su duže vrijeme izolirani od vanjskog svijeta u vili napravljenoj po mjeri. Svakog tjedna jedan od natjecatelja je eliminiran javnim glasovanjem, a posljednji preostali natjecatelj osvaja novčanu nagradu.

## Vanjske poveznice
- Službena stranica